# Degos-Syndrom
Das Degos-Syndrom ist eine seltene Erkrankung der Arteriolen. Nur etwa 130 Erkrankungsfälle wurden in der Literatur weltweit beschrieben (Stand 2009). Möglicherweise besteht jedoch eine weitaus größere Dunkelziffer durch nicht erkannte Krankheitsfälle. Das Degos-Syndrom ist auch unter den Namen „Degos-Delort-Tricot-Syndrom“, „Papulosis atrophicans maligna“, „maligne atrophische Papulose“, „atrophische papulosquamöse Dermatitis“, „Morbus Köhlmeier-Degos“ und „fatales kutan-intestinales Syndrom“ bekannt.
Synonyme sind: Maligne atrophische Papulose; Degos-Krankheit; Kohlmeier-Degos-Krankheit
Erstmals beschrieben wurde die Erkrankung 1940 von Walter Köhlmeier, einem Wiener Pathologen, als Unterform der Thrombangiitis obliterans. Kurz darauf erkannte der Pariser Dermatologe Robert Degos unabhängig von Köhlmeiers Beschreibungen, dass es sich um eine eigenständige Erkrankung handelt.
Die Erkrankung ist nicht zu verwechseln mit dem Erythrokeratoderma en cocardes Degos, einer seltenen erblichen Hautkrankheit.

## Beschreibung
Pathognomonisch ist das Auftreten charakteristischer Hautveränderungen. Sie beginnen als kleine rote Papeln mit etwa einem Zentimeter Durchmesser. Nach einigen Tagen sinkt das Zentrum der Läsion ein, ältere Läsionen zeigen dann ein „porzellanartiges“ eingesunkenes Zentrum mit einem geröteten Randwall bestehend aus erweiterten kleinsten Gefäßen (Teleangiektasien). Diese Degos-Läsionen befallen typischerweise den gesamten Körper, sparen jedoch Gesicht, Fußsohlen und Handinnenflächen aus. Ein Befall innerer Organe kann, muss aber nicht auftreten.
Erkranken können neben der Haut insbesondere auch die Schleimhaut des Gastrointestinaltraktes und das Zentralnervensystem (ZNS). Weitere Organe, die befallen werden können, sind die Pleura, Nieren, Augen, Perikard, Pankreas und Harnblase, wie man aus post-mortalen Untersuchungen weiß.
Wenn lediglich die Haut involviert ist, spricht man von der benignen (=gutartigen) Verlaufsform, bei Befall innerer Organe handelt es sich um die maligne (=bösartige) Verlaufsform. Unklar bleibt, ob es sich um verschiedene Entitäten handelt oder ob die benigne Verlaufsform in jedem Falle nur eine Vorstufe auf dem Weg zur malignen ist. Bei Befall innerer Organe kommt es meist zum Tod innerhalb weniger Monate oder Jahre. Häufigste Todesursachen sind gastrointestinale Perforationen und cerebrale Insulte.
Pathophysiologisch ist es der thrombotische Verschluss einer Arteriole, was ein keilförmiges Areal einer kutanen Ischämie hinterlässt. Dies ist dann als eine typische Degos-Hautläsion sichtbar. Die Hautläsionen sind weder schmerzhaft, noch jucken sie.

## Therapie
Eine effektive Therapie ist bisher nicht bekannt. Es wurden zahlreiche Versuche mit Immunsuppressiva oder gerinnungshemmenden Medikamenten unternommen. Durchgesetzt hat sich jedoch lediglich eine thrombozytenaggregationshemmende Therapie mit Acetylsalicylsäure. Allerdings sind auch hierfür die Erfolge bescheiden und aufgrund der geringen Erkrankungszahl ist ein effektiver Wirksamkeitsnachweis nicht möglich.